# Carlos Romo
Carlos Romo (Cádiz, 10 de mayo de 1995) es un luchador profesional español que trabaja para numerosas compañías del circuito independiente de lucha libre de todo el mundo. Algunas de las empresas para las que Carlos Romo más ha trabajado son Progress Wrestling, Chikara y White Wolf Wrestling (La Triple W, compañía de Madrid en la que debutó).

## Trayectoria deportiva
Desde su debut, Carlos Romo ha competido haciendo uso de tres nombres diferentes.

### Como Project A
Romo, bajo el sobrenombre de Project A, debutó el 25 de octubre de 2014 en el evento "Gran Hermano" de La Triple W. Fue en un combate por equipos en el que el suyo, Project Rangers, se hizo con la victoria.

### Como Adam Chase
Continuó luchando junto a Project Rangers y otros equipos como The Level durante 2014 y 2015, pero fue en 2016 cuando irrumpió como estrella individual de La Triple W bajo el pseudónimo Adam Chase. Como Adam Chase consiguió cosechar triunfos en compañías como Riot Wrestling (Barcelona) y Level One (Madrid), llegando a la final del ACE Tournament y ganando el campeonato por parejas de La Triple W junto a Yunke.
En 2017, Adam Chase se dio a conocer en el circuito internacional junto al también luchador español A-Kid. Ambos formaron el Team Whitewolf para competir fuera de España. Su debut llegó el 29 de julio de 2017 en un combate de la compañía CZW disputado en Essex, Inglaterra. Sus numerosas apariciones fuera de España a lo largo de 2017 les llevaron a participar en eventos como el CCW Summer Tour 2017 en Irlanda o el torneo King of Trios de la empresa de lucha libre estadounidense Chikara Pro Wrestling, para el cual añadieron al equipo a un tercer miembro: Zayas.
Su unión con A-Kid siguió surtiendo efecto en 2018, cuando lograron ganar los campeonatos de parejas de Attack! Pro Wrestling tras derrotar al equipo Bowl-A-Rama. También en 2018, en el evento No Rules Day de La Triple W, Adam Chase se proclamó campeón absoluto de la compañía, arrebatándole el título a su compañero A-Kid.

### Como Carlos Romo
El 23 de agosto de 2018, por medio de un video colgado en sus redes sociales, Carlos Romo anunció que a partir de ese momento dejaría de utilizar pseudónimos para dar a conocer su nombre real al mundo del wrestling.
Durante 2019, Carlos Romo se estableció como competidor habitual de los shows de las principales compañías británicas, luchando un total de 60 combates en todo el año. El más importante de ellos tuvo lugar el 20 de abril de 2019, cuando volvió a hacer equipo con A-Kid en un evento de NXT UK, la marca británica de WWE. Aunque perdieron el combate contra Gallus, A-Kid y Carlos Romo hicieron historia al convertirse en los primeros españoles en competir en un cuadrilátero de la WWE.
Carlos Romo terminó 2019 proclamándose campeón por parejas de La Triple W junto a Zayas. En cuanto al año 2020, sus combates tuvieron lugar, mayoritariamente, en la empresa británica RevPro Wrestling.

## Campeonatos
- Campeón por parejas de La Triple W (3 veces: con Project Rangers, con Yunke y con Zayas)
- Campeón por parejas de Attack! Pro Wrestling (1 vez, con A-Kid)
- Campeón absoluto de La Triple W (1 vez)